# ラスト・レコーディング〜彼方の岸辺で
『ラスト・レコーディング〜彼方の岸辺で』（原題：On a Distant Shore）は、2017年に発表されたレオン・ラッセルのスタジオ・アルバム。ラッセルは2016年11月13日に74歳で死去しており、遺作として発表された。

## 背景
収録曲の大部分はオリジナルの新曲で、フランク・シナトラやメル・トーメ等のクルーナー歌手からの影響が反映されており、ラリー・ホールのアレンジによるオーケストラがフィーチャーされた。
「マスカレード」、「ハミングバード」、「ア・ソング・フォー・ユー」はラッセルが過去に発表した曲のリメイクである。ラッセルは本作の制作と並行して、これらの曲をトミー・リピューマ（前作『ライフ・ジャーニー』のプロデューサー）の誕生日パーティーで演奏するために、バンドの練習用として新アレンジで簡単な録音をしたところ、本作と相性が良いと判断されて、最新ヴァージョンのレコーディングに至った。
レコーディングは2016年5月末に完了し、ラッセルが死去する2か月前の2016年9月には、最終ミックスの完成に至った。
アメリカ通常盤は12曲入りだが、デラックス・エディション盤では「ザ・ナイト・ウィ・フェル・イン・ラヴ」、「インサイド・ザ・ナイト」、「スイート・ヴァレンタイン」、「ラヴ・オブ・マイ・ライフ」が追加されて16曲入りとなっており、日本盤CD (SICX-93)の内容はデラックス・エディション盤に準じている。

## 評価
Stephen Thomas Erlewineはオールミュージックにおいて5点満点中3点を付け「『ライフ・ジャーニー』ほどキャリアの総括に相応しい作品ではないが、最終章としては悪くない。何曲かの価値ある曲がある一方、全体的な構成が不格好という、ラッセルの大部分の作品に見られた奇妙さが、ここでも貫かれているから」と評している。また、Hal Horowitzは『アメリカン・ソングライター』誌のレビューで5点満点中3.5点を付け「このロマンティックで思慮深い様式美的な作品でなく、ラッセルの全作品を音楽的に俯瞰した作品を求める向きは、がっかりするかもしれないが、これこそ彼が遺したかったアルバムなのだ」と評している。

## 収録曲
特記なき楽曲はレオン・ラッセル作。
1. オン・ア・ディスタント・ショア - "On a Distant Shore" - 3:14
2. ザ・ナイト・ウィ・フェル・イン・ラヴ - "The Night We Fell in Love" - 3:41
3. ラヴ・ディス・ウェイ - "Love This Way" - 3:49
4. ヒア・ウィズアウト・ユー - "Here Without You" (Leon Russell, Matt Harris) - 3:51
5. インサイド・ザ・ナイト - "Inside the Night" - 3:46
6. マスカレード - "This Masquerade" - 4:41
7. ブラック・アンド・ブルー - "Black and Blue" - 3:17
8. スイート・ヴァレンタイン - "Sweet Valentine" - 5:20
9. ジャスト・リーヴズ・アンド・グラス - "Just Leaves and Grass" - 5:01
10. ラヴ・オブ・マイ・ライフ - "Love of My Life" - 3:15
11. オン・ザ・ウォーターフロント - "On the Waterfront" - 3:55
12. イージー・トゥ・ラヴ - "Easy to Love" - 3:31
13. ハミングバード - "Hummingbird" - 4:06
14. ザ・ワン・アイ・ラヴ・イズ・ロング - "The One I Love Is Wrong" - 3:10
15. ホエア・ドゥ・ウィ・ゴー・フロム・ヒア - "Where Do We Go from Here" - 3:27
16. ア・ソング・フォー・ユー - "A Song for You" - 3:36

## 参加ミュージシャン
- レオン・ラッセル - ボーカル、キーボード、ベース
- マーク・ランバート - ギター、バッキング・ボーカル
- ラリー・ホール - ギター、キーボード、アコーディオン、マンドリン、ストリングス・アレンジ、ホーン・アレンジ、オーケストラ・アレンジ
- アンドレ・レイス - ギター
- クリス・ルージンガー - ギター
- レイ・ゴーレン - ギター(on "Black and Blue")
- ラス・ポール - スティール・ギター
- トニー・ハーレル - キーボード
- ドリュー・ランバート - ベース
- マイク・ブリグナーデロ - ベース
- グレッグ・モロー - ドラムス、パーカッション
- シュガリー・ブリッジズ - バッキング・ボーカル
- ノエル・ブリッジズ - バッキング・ボーカル
- ココ・ブリッジズ - バッキング・ボーカル